# El gran sueño de China
El gran sueño de China. Tecnosocialismo y capitalismo de estado es un libro de Claudio Feijoo sobre los planes de China para devolver al país la relevancia que tuvo en siglos anteriores mediante el desarrollo industrial y tecnológico que permita la calidad de vida y confianza de sus ciudadanos. Publicado en 2021.

## Datos de la obra
El gran sueño de China. Tecnosocialismo y capitalismo de estado es un libro publicado en 2021 escrito por el ingeniero de telecomunicaciones y catedrático de la universidad politécnica de Madrid, Claudio Feijoo González.
El plan de la República Popular China se presenta como una mezcla de contrato social que asegura bonanza económica a la vez que seguridad física a los ciudadanos, unido al deseo de ser una sociedad unida para conseguir ser un país con relevancia a escala internacional. Este plan de China se apoya en la tecnología como motor de desarrollo que ofrece a los ciudadanos lo que desean junto a un control. Una mezcla que lleva aparejadas preguntas sobre el futuro de la sociedad y los ciudadanos en su deseo de lograr la vida de calidad y la felicidad. Los contrastes entre los modelos democráticos con el modelo chino y los respetos de las sociedades occidentales hacia los derechos humanos son analizados.
En una entrevista realizada a Claudio Feijoo por Zígor Aldama en el foro de la Fundación Consejo España China, el autor del libro expone la situación de los aspectos tecnológicos sobre redes 5G e inteligencia artificial en China desde su conocimiento como residente en China durante ocho años.

## Estructura
El gran sueño de China. Tecnosocialismo y capitalismo de estado se estructura en un prólogo, cuatro partes, una conclusión, epílogo y bibliografía. Una organización que desarrolla en la primera parte la introducción, en la segunda parte el modelo del tecno-socialismo, en la tercera el tecno-socialismo en funcionamiento y en la cuarta la internacionalización del tecno-socialismo.